# 長克巳
長 克巳（ちょう かつみ、1951年8月11日 - ）は、日本の俳優、声優。地球儀所属。群馬県出身。しばしば長克己と誤表記される。

## 経歴
群馬県立太田高等学校卒業。
演劇センター青山杉山記念俳優養成所卒業。
以前は劇団青年座、スターダス・21に所属していた。

## 人物
趣味はスキー、スケート。特技は乗馬、テニス、水泳。

## 出演
太字はメインキャラクター。

### テレビドラマ
- NHK大河ドラマ
  - 勝海舟（1974年） - 永井の問弟
  - 風と雲と虹と（1976年） - 良正の兵
  - 峠の群像（1982年） - 御用取次
  - 葵 徳川三代（2000年） - 内藤清成
- スーパーロボット マッハバロン 第2話「空の牙 海の罠」（1974年、日本現代企画） - クイーンオリエンタル号の生存者
- 破れ傘刀舟悪人狩り 第60話「二十一年目の顔」（1975年、テレビ朝日）
- Gメン'75（TBS） 
  - 第35話「豚箱の中の刑事」（1976年）
  - 第47話「終バスの女子高校生射殺事件」（1976年）
- 特捜最前線 第41話「シクラメンは見ていた!」（1978年、テレビ朝日）
- 西遊記 第9話「危うし三蔵!! 妖女地湧夫人」（1978年、国際放映）
- 松本清張シリーズ・天才画の女（1980年、NHK土曜ドラマ） - 記者
- 土曜ワイド劇場（テレビ朝日）
  - 処刑教師（1984年9月29日）
  - 二度狙われる女 殺人、偽装心中…わたしの周りに疑惑の男たち（1993年）
  - 温泉若おかみの殺人推理シリーズ 第6作（1997年）
  - 終着駅シリーズ 第15作「砂漠の駅」（2003年） - 国会議員 氏家泰行
- 連続テレビ小説 あぐり（1997年、NHK） - 文芸部長
- 刑事クマさん（1998年、TBS）
- 浅見光彦シリーズ 第12作「札幌殺人事件」（1999年、TBS） - 大山
- 金曜エンタテイメント 主夫刑事と猛妻鑑識官の夫婦事件帳（1999年、フジテレビ）
- バーチャルガール（2000年、日本テレビ）
- ルージュ（2001年、NHK）
- 愛のソレア（2004年、東海テレビ）
- 月曜ミステリー劇場 検察官 沢木穂乃歌2 悪の断層（2005年、TBS）
- 富豪刑事デラックス 第7話「富豪刑事の三ツ星レストラン」（2006年、ABC）
- 鹿鳴館（2008年、EX）

### テレビ番組
- マジカル頭脳パワー!! / マジカルミステリー劇場 第34話「羽のはえた拳銃」（1991年、NTV） - 木下卓

### 映画
- まあだだよ（1993年）

### テレビアニメ
1995年
- ふしぎ遊戯（鬼宿の父）

1997年
- 名探偵コナン（1997年 - 2022年、勝田、黒岩善吉、矢島邦男、鴨井五十吉、金城兵吾、新野豊、小此木清隆、瀬川旗郎、軽辺定悟、小玉由紀夫、岩見秀人 他）

1998年
- カウボーイビバップ（バーテン）
- デビルマンレディー（取調官）
- 南海奇皇（太郎田長吉、虚心会、動物愛護団体の男）

1999年
- 星界の紋章（グエン）
- ∀ガンダム（ディラン・ハイム、侍従長）
- パワーストーン（竜馬の師匠、奥田源右衛門、族長）

2000年
- 星界の戦旗（グエン）

2001年
- グラップラー刃牙（大統領）
- サイボーグ009 THE CYBORG SOLDIER（通信員）
- サラリーマン金太郎（武田取締役、前園、岡田、田部、黒田）
- 旋風の用心棒（佐伯刑事）
- 超GALS!寿蘭（青葉）
- スターオーシャンEX（クロス王）
- ナジカ電撃作戦（提督）
- ノワール（フランチェスコ）
- 破邪巨星Gダンガイオー（大統領）

2002年
- GetBackers-奪還屋-（劉孟焔）
- 攻殻機動隊 STAND ALONE COMPLEX（刑事部長）
- ヒートガイジェイ（ニール・オルセン）
- ロックマンエグゼ（2002年 - 2006年、ワイリー、モグル、社長） - 4シリーズ
- ワイルド7 another -謀略運河-（所長）

2003年
- L/R -Licensed by Royal-（ダグ翁）
- 京極夏彦 巷説百物語（毅十郎）
- ギルガメッシュ（執事）
- コロッケ!（国王 / リゾットの父）
- SUBMARINE SUPER 99（沖重造）
- 超ロボット生命体トランスフォーマー マイクロン伝説（ユニクロン）
- .hack//黄昏の腕輪伝説（管理部長）
- NARUTO -ナルト-（日向の長老〈初代〉）
- 魔獣戦線 THE APOCALYPSE（蝉丸）

2004年
- お伽草子（駅長）
- 機動戦士ガンダムSEED DESTINY（ウナト・エマ・セイラン）※スペシャルエディションのみ
- 今日からマ王!（親分）
- 攻殻機動隊 S.A.C. 2nd GIG（構造解析官）
- この醜くも美しい世界（老教授）
- ゾイドフューザーズ（不動産屋）
- 光と水のダフネ（マーチン）

2005年
- かりん（ヴィクター・シンクレア）
- Canvas2 〜虹色のスケッチ〜（教頭先生）
- 交響詩篇エウレカセブン（高僧A）
- JINKI:EXTEND（首脳B）
- ブラック・ジャック（院長）
- 魔法少女リリカルなのはA's（ギル・グレアム）

2006年
- あたしンち（2006年 - 2008年、マスター、男性、店主）
- イノセント・ヴィーナス（桂）
- 陰からマモル!（殿様）
- クレヨンしんちゃん（主任）
- コヨーテ ラグタイムショー（ヒューリット）
- 009-1（アイアンハート）
- 奏光のストレイン（バロウ）
- 太陽の黙示録（経団連会長）
- 武装錬金（Dr.バタフライ / 蝶野爆爵）
- マージナルプリンス〜月桂樹の王子達〜（バトラー）
- ワンワンセレプー それゆけ!徹之進（パブロフ）

2007年
- 精霊の守り人（ヤーサムの父）
- 瀬戸の花嫁（永澄の祖父）
- D.Gray-man（ペドロ）
- BACCANO! -バッカーノ!-（モルサ・マルティージョ）
- バンブーブレード（珠姫父）
- レンタルマギカ（翔子の祖父、李青凰）

2008年
- H2O -FOOTPRINTS IN THE SAND-（ほたるの祖父）
- ゴルゴ13（ジェフ・マクシミリアン）
- 破天荒遊戯（店主）
- ポルフィの長い旅（バルバッツァ）
- まかでみ・WAっしょい!（学長）
- 薬師寺涼子の怪奇事件簿（喫茶店店長）

2009年
- 忍たま乱太郎（2009年 - 2014年、侍大将、大将、侍、塚口水堂〈2代目〉、和尚）

2010年
- 伝説の勇者の伝説（クロセリ）
- HEROMAN（ヒリー）

2011年
- 神様ドォルズ（校長）
- NARUTO -ナルト- 疾風伝（ミフネ）
- Rio RainbowGate!（クラーク）

2012年
- PSYCHO-PASS サイコパス（泉宮寺豊久）
- たまごっち!（ろくろっち）
- トータル・イクリプス（ブドミール・ロゴフスキー）
- LUPIN the Third -峰不二子という女-（梟頭）

2013年
- 有頂天家族（長老）
- 絶園のテンペスト（艦長）
- 団地ともお（2013年 - 2014年、島田、ベテラン選手B）
- 東京レイヴンズ（アルファ）
- 幻影ヲ駆ケル太陽（執事）
- ぼくは王さま（博士）

2014年
- ウィッチクラフトワークス（鰐紳士）
- ジョジョの奇妙な冒険 スターダストクルセイダース（グレーフライ）
- 魔弾の王と戦姫（ジスタート王国国王）
- ONE PIECE（エリザベローII世）

2015年
- 機動戦士ガンダム 鉄血のオルフェンズ（2015年 - 2017年、ノブリス・ゴルドン） - 2シリーズ
- すべてがFになる THE PERFECT INSIDER（諏訪野）
- デュラララ!!×2 転（澱切陣内）
- トリアージX（飛城穣太郎）
- まじっく快斗1412（近藤館長）
- ONE PIECE エピソードオブサボ 〜3兄弟の絆 奇跡の再会と受け継がれる意志〜（エリザベローII世）

2016年
- ジョーカー・ゲーム（白幡樹一郎）
- ドラえもん（テレビ朝日版第2期）（なべ奉行）
- ルパン三世 PART IV（バルディーニ）

2017年
- カブキブ!（井筒）
- バチカン奇跡調査官（ヨハネ・ジョーダン、ブローノ・プッチーニ）
- ペッパピッグ＠きんてれ（グランパ・ピッグ）

2018年
- オーバーロード シリーズ（2018年 - 2022年、ランポッサIII世） - 3シリーズ
- バジリスク 〜桜花忍法帖〜（徳川秀忠）
- 蒼天の拳 REGENESIS（北大路剛士）

2022年
- ルパン三世 PART6（警察署長）

2025年
- 謎解きはディナーのあとで（藤倉幸三郎）

### 劇場アニメ
- エスカフローネ（2000年、浮遊船の将軍）
- 機動戦士ガンダム 特別版（2000年、艦長）
- 人狼 JIN-ROH（2000年）
- シックス・エンジェルズ（2002年、米大統領）
- 猫の恩返し（2002年）
- ロックマンエグゼ 光と闇の遺産（2005年、Dr.ワイリー[19]）
- とある飛空士への追憶（2011年、マルコス・ゲレロ[20]）
- 魔女っこ姉妹のヨヨとネネ（2013年、樹老長[21]）
- バケモノの子（2015年）
- CYBORG009 CALL OF JUSTICE（2016年、カウボーイ / アーノルド・ノックス[22]）
- ゴーちゃん。〜モコとちんじゅうの森の仲間たち〜（2017年、王様[23]）
- ゴーちゃん。〜モコと氷の上の約束〜（2018年、王様[24]）

### OVA
- 銀河英雄伝説（1992年、ディートリッヒ・ザウケン）
- ジオブリーダーズ（1998年、大臣、官房長官）
- 鉄拳 -TEKKEN-（1998年、W.W.W.C局長）
- Z.O.E 2167 IDOLO（2001年、ジャクソン司令）
- 戦闘妖精雪風（2002年、ヤザワ）
- マジンカイザー 死闘!暗黒大将軍（2003年、ゴーゴン大公）
- 舞-乙HiME 0〜S.ifr〜（2008年、ヴィント王）
- マジンカイザーSKL（2011年、荒神谷） - 2010年劇場先行公開

### Webアニメ
- ケンガンアシュラ（2019年、熱海久）

### ゲーム
2001年
- ファイナルファンタジーX（キマリ・ロンゾ）

2002年
- スター・ウォーズ ギャラクティック・バトルグラウンド（パルパティーン、エチュウ・シェン＝ジョン）

2003年
- スターオーシャン Till the End of Time（ランカー）
- ファイナルファンタジーX-2（キマリ・ロンゾ）
- ロックマンエグゼ トランスミッション（Dr.ワイリー）

2004年
- テイルズ オブ リバース（ジベール）

2005年
- テイルズ オブ ジ アビス（インゴベルト6世）

2006年
- テイルズ オブ ザ テンペスト（アレウーラ8世）

2007年
- SDガンダム GGENERATION SPIRITS（パオロ・カシアス、ジオン・ズム・ダイクン）

2008年
- H2O プラス（神楽の祖父）
- テイルズ オブ シンフォニア -ラタトスクの騎士-（アスカード町長）

2013年
- NARUTO -ナルト- 疾風伝 ナルティメットストーム3（ミフネ）
- マブラヴ オルタネイティヴ トータル・イクリプス（ブドミール・ロゴフスキー大佐）

2014年
- NARUTO -ナルト- 疾風伝 ナルティメットストームレボリューション（ミフネ）

2015年
- ジョジョの奇妙な冒険 アイズオブヘブン（グレーフライ）

2016年
- NARUTO -ナルト- 疾風伝 ナルティメットストーム4（ミフネ）

2017年
- 龍が如く 極2

2020年
- ファイナルファンタジーVII リメイク（ハイデッカー）

2024年
- ファイナルファンタジーVII リバース（ハイデッカー)

### ドラマCD
- テイルズ オブ ジ アビス ドラマCD VOL.2.3（インゴベルト六世）
- トリニティ・ブラッド R.A.M.（フランチェスコ・メディチ）
- バッカーノ! ドラマCD（モルサ・マルティージョ）
- 武装錬金 ドラマCD（ドクトル＝バタフライ）
- FLESH&BLOOD 5（フランシス・ウォルシンガム）
- プリンセス・プリンシパル（アンジュー公）※Amazon.co.jp Blu-ray・DVD全巻購入特典新規録り下ろしドラマCD

### 吹き替え

#### 担当俳優
クリストファー・マクドナルド
- ザ・スカルズ/髑髏の誓い（マーティン・ロンバード）
- スパイキッズ2 失われた夢の島（アメリカ合衆国大統領）
- ヒーローキッズ（ニール・アナミ大統領）

クリストファー・リー
- アリス・イン・ワンダーランド（ジャバウォック）※フジテレビ版
- ヒューゴの不思議な発明（ムッシュ・ラビス）
- ぼくとボビーの大逆転（ウィリアム・チェンバース卿）

ドナルド・トランプ
- アプレンティス/セレブたちのビジネスバトル（ドナルド・トランプ）
  - アプレンティス2/セレブたちのビジネスバトル
  - アプレンティス3/セレブたちのビジネスバトル
  - アプレンティス4/セレブたちのビジネス・バトル

- 困った時のロジャー・ストーン（ドナルド・トランプ）

リチャード・ジェンキンス
- ギリーは首ったけ（ウォルター・ウィングフィールド）
- バーバー（ウォルター・アバンダス）
- ふたりの男とひとりの女（ボシェーン）

#### 映画（吹き替え）
- アイ・アム・サム（フィリップ・マクニーリー〈ケン・ジェンキンス〉）※ソフト版
- アイアンマン3（ロドリゲス副大統領〈ミゲル・フェラー〉）
- 愛の落日（ビル・グランガー〈ホームズ・オズボーン〉）
- アウトロー（ロブ・ファリアー〈ジェームズ・マーティン・ケリー〉）
- 明るい離婚計画（ウォーレン・シブロン〈マーシャル・ベル〉）
- アンナと王様（ジョン・ブラッドリー卿、ムンシー）※ソフト版
- イズント・シー・グレート（モーリー・マニング〈ジョン・ラロケット〉、ブレアニック教授〈ポール・ベネディクト〉、ネルソン・ヘイスティングス）
- 愛しのアクアマリン（ボブおじいちゃん〈ロイ・ビリング〉）
- イナフ ※ソフト版
- 犬いなる遺産（チャイブス〈ジェームズ・ドゥーアン〉）
- イルマーレ
- ウィンストン・チャーチル/ヒトラーから世界を救った男（ネヴィル・チェンバレン〈ロナルド・ピックアップ〉）
- ヴェネツィア・コード（ヴァン・ベーニンゲン〈ルトガー・ハウアー〉）
- ウェルカム!ヘヴン（ジョン・フィリバウスカス）
- 裏切り者（アーサー・マイダニック）
- 英雄の条件（E・ワーナー判事〈リチャード・マゴナグル〉）※ソフト版
- エクソシスト ディレクターズ・カット版（司教）
- エクソシスト3（ウィリアム・キンダーマン警部補〈ジョージ・C・スコット〉）※Netflix版
- X-MEN（トラックの運転手〈ジョージ・ブザ〉）※ソフト版
- X-MEN:ファースト・ジェネレーション（ヘンドリー大佐〈グレン・モーシャワー〉）
- X-MEN:フューチャー&パスト（エリック・レーンシャー / マグニートー〈イアン・マッケラン〉）※ローグ・エディション追加収録部分
- エネミー・ライン2 -北朝鮮への潜入-（ノーマン・Ｔ・ヴァンス将軍〈ブルース・マッギル〉）
- ガーゴイル・トゥルーパーズ（レイサム司令官〈ジョン・アシュトン〉）
- カーマ・スートラ/悦楽の香り（プラシャント・シン）
- ガール・ネクスト・ドア（校長）
- ガンシャイ（デクスター・ヘルヴェンショー〈ミッチ・ピレッジ〉）
- キル・ビル Vol.2（ハーモニー牧師〈ボー・スヴェンソン〉）
- キングスマン:ゴールデン・サークル（アーサー〈マイケル・ガンボン〉[28]）
- クリムゾン・リバー（バーナード〈ジャン＝ピエール・カッセル〉）※ソフト版
- 狂っちゃいないぜ（トム〈ニール・クローン〉）
- クロコダイルの涙（ナンカロー〈ジョセフ・オコナー〉）
- グロリア（ルビー〈ジョージ・C・スコット〉）
- K-19（ゼレンツォフ国防相〈ジョス・アクランド〉）※ソフト版
- ゴーストバスターズ2（市役所員〈ベン・スタイン〉、警部補）※テレビ朝日版
- 光州5・18（パク・フンス〈アン・ソンギ〉）
- 告発者（ウォーレン・ハート検事）
- この胸のときめき（ルディ神父）
- コンカッション（シリル・ウェクト医師〈アルバート・ブルックス〉）
- 13ゴースト
- サイコ（ジェームズ・ミッチェル）※ソフト版
- サイコパス（院長）
- サイダーハウス・ルール（ミスター・ローズ〈デルロイ・リンドー〉）※Netflix版
- ザ・クリミナル（ウォーカー警部補〈バーナード・ヒル〉）
- ザ・スーサイド・スクワッド “極”悪党、集結（スアレス長官〈ホアキン・コシオ〉[29]）
- サスペリアPART2（アナウンサー）※TBS版
- ザ・ホスト 美しき侵略者（ジェブ〈ウィリアム・ハート〉）
- サマーリーグ（ジョン・シフナー〈ブライアン・デネヒー〉）
- 地獄のヒーロー/ザ・プレジデント・マン（ジョージ・ウィリアムズ〈スチュアート・ホイットマン〉、マシューズ大統領〈ラルフ・ウェイト〉）※ソフト版
- シックス・センス（ヒル医師〈M・ナイト・シャマラン〉）※ソフト版
- JUSTICE 必殺（コーコーラン〈ジェームズ・コバーン〉）
- ジャッカル（T・I・ウィザースプーンFBI捜査官〈J・K・シモンズ〉）※ソフト版
- 上海から来た女（シドニー・ブルーム〈テッド・デ・コルシア〉）
- 12人のパパ（ブリッカー〈レックス・リン〉）
- 消滅水域（スタン〈J・J・ジョンストン〉）
- 処刑人（ドリー刑事〈デヴィッド・フェリー〉）
- スコーピオン・キング（ジェサップ〈ブランスコム・リッチモンド〉）※日本テレビ版
- スナイパー（サル〈マイケル・デビッド・シムズ〉）
- スノーデン（イーウェン・マカスキル〈トム・ウィルキンソン〉[30]）
- ターザン:REBORN（フラム〈サイモン・ラッセル・ビール〉[31]）
- タイムマイン（ムーア〈ケン・ジェンキンス〉）
- 太陽は、ぼくの瞳
- TAXi②（ベルトラン）※ソフト版
- 007/慰めの報酬（メドラーノ将軍〈ホアキン・コシオ〉）※ソフト版
- ダブル・テイク（ノーヴィル捜査官〈ダニエル・ローバック〉）
- チーム★アメリカ/ワールドポリス（スポッツウッド〈ダラン・ノリス〉）
- チャーリーズ・エンジェル フルスロットル（ロジャー・ウィクソン〈ロバート・フォスター〉）※テレビ朝日版
- テイラー・オブ・パナマ（キャベンディッシュ〈ジョナサン・ハイド〉）
- デッド・リミット（ピーター・ヴォイノビッチ大佐）
- デュークス・オブ・ハザード（ジェームズ・T・アップルホワイト州知事〈ジョー・ドン・ベイカー〉、プルマン〈バリー・コービン〉）
- デュース・ビガロウ、激安ジゴロ!?（バーテンダー〈ノーム・マクドナルド〉、地方検事〈ロブ・スカイラー〉）
- トーマス・クラウン・アフェアー（博物館の警備員〈ジョージ・クリスティ〉）※ソフト版
- 遠い空の向こうに（アンダーソン〈ブラディー・コールマン〉）
- 遠すぎた橋（ロバート・アーカート少将〈ショーン・コネリー〉）※ソフト版
- トラブル・キッズ/マックス・キーブルの大逆襲（用務員〈グレッグ・ルイス〉）
- ニードフル・シングス（ローズ牧師〈ドン・S・デイヴィス〉）
- ハード・スキャンダル（マクガバン〈マイケル・ヨーク〉）
- ハード・トゥ・ダイ（局長、セクストン）
- ハートブレイカー
- パイレーツ・オブ・カリビアン/生命の泉（ヘンリー・ペラム〈ロジャー・アラム〉）
- バガー・ヴァンスの伝説（ジョン・インヴァゴードン）
- パパってなに?
- バリー・シール/アメリカをはめた男（ロナルド・レーガン大統領〈本人、記録映像〉）
- ハリー・ポッターと炎のゴブレット（エイモス・ディゴリー〈ジェフ・ラウル〉）
- ピースキーパー（ホルブルックス）※テレビ朝日版
- ビッグ・トラブル（ジャック・ペンディック / ラルフ・ペンディック〈アンディ・リクター〉）
- ヒットマンズ・レクイエム（ケン〈ブレンダン・グリーソン〉）
- ヒップホップ・プレジデント
- 陽のあたる場所（チャールズ・イーストマン〈ハーバート・ヘイス〉、裁判官）※ソフト版
- ファイアー・ファイト（ジョージ〈ニック・マンキューゾ〉）
- ファイナル・オプション（パウエル本部長〈エドワード・ウッドワード〉）※ソフト版
- Vフォー・ヴェンデッタ（プロセロ〈ロジャー・アラム〉）
- 復讐捜査線（ホワイトハウス〈ジェイ・O・サンダース〉）
- 2人のローマ教皇（ベネディクト16世〈アンソニー・ホプキンス〉）
- 不眠症 オリジナル版 インソムニア（エリック・ヴィック）
- ブラック・ファイル 野心の代償（アーサー・デニング〈アンソニー・ホプキンス〉）
- ブラックマスク2（モロック〈トビン・ベル〉）
- フラッド（銀行員）※日本テレビ版
- ブラッド・シンプル（ジュリアン・マーティ〈ダン・ヘダヤ〉）
- PLANET OF THE APES/猿の惑星（カール・ヴァシッチ司令官〈クリス・エリス〉）※日本テレビ版
- プリティ・プリンセス2/ロイヤル・ウェディング（タイニー・デュヴァル）
- ブルーサンダー ※ソフト版
- ブルワース（マカヴォイ）
- ブレイド3（コールダー〈クリストファー・ハイアーダール〉）※ソフト版
- フレイルティー 妄執（スモールズ保安官〈ルーク・アスキュー〉）
- フロム・ヘル（ベン・キドニー〈テレンス・ハーヴェイ〉）※ソフト版
- ペイバック
- ベガスの恋に勝つルール（ジャック・フラー・ジュニア〈トリート・ウィリアムズ〉）
- ベッカムに恋して（ジェスの父〈アヌパム・カー〉）
- ヘルライド（デュース〈デヴィッド・キャラダイン〉）
- ヘンリー・フール（アンガス・ジェームズ）
- ホーム・アローン3（警察署長〈バクスター・ハリス〉[32]）※日本テレビ版
- ポエトリー、セックス（トニー・ブラック、ウェズリー刑事）
- 炎のメモリアル
- マイ スウィート ガイズ（ハンク・グッディ〈ロバート・ワグナー〉）
- マイティ・ジョー（ゴーマン〈リチャード・リール〉）※ソフト版
- 魔王（カルデボーン伯爵〈アーミン・ミューラー＝スタール〉）
- マカロニ・ウエスタン 800発の銃弾（スコット）
- 身代金（ウォーレス〈ポール・ギルフォイル〉）※テレビ朝日版
- メラニーは行く!
- モール★コップ（ビジェイ〈エリック・アヴァリ〉）
- 誘拐犯（ヘイル・チダック〈スコット・ウィルソン〉）
- ライアー（ジェームズの父〈マーク・ダモン〉）
- ライフ・アクアティック（ラリー・アミン）
- ライフ with マイキー（ロボトマイザー〈ジェリー・ローラー〉）
- ライラ/フレンチKISSをあなたと（ミルストーン〈マーティン・シーン〉）
- ラストデイズ（ジャック・ケイヒル大統領〈ロイ・シャイダー〉）
- ラッキー・ナンバー（ジェリー・グリーン〈リチャード・シフ〉）
- ラブ・オブ・ザ・ゲーム（ゲイリー・ウィラー〈ブライアン・コックス〉）※ソフト版
- リビング・ブラッド（レイ・ラッセル刑事）
- リプレイスメント
- リベンジ・ファイター/殺しの傭兵（ランクリン特別捜査官〈ロバート・パイン〉）
- ルール2（フェイン教授）
- レセ・パセ 自由への通行許可証（アルフレート・グレフェン〈クリスチャン・ベルケル〉）
- 恋愛小説家（マーティン・ベッツ医師〈ハロルド・レイミス〉）※BD版
- ロードキラー（整備士、アキンズ警察官）※ソフト版
- ROCKER 40歳のロック☆デビュー（スタン〈ジェフ・ガーリン〉）
- ロックアウト（ペイズリー）
- ワイルド・ワイルド・ウエスト ※日本テレビ版
- WASABI（石橋弁護士〈平田晴彦〉）※ソフト版
- 101 ※テレビ朝日版

#### ドラマ
- アルゴノーツ 伝説の冒険者たち（アイエテス王〈フランク・ランジェラ〉、ケンタウロス）
- アンブレイカブル・キミー・シュミット シーズン4 #9（ドナルド・トランプ〈アンソニー・アタマナック〉）
- ER緊急救命室
  - シーズン10 #15（オリベラ）
  - シーズン13 #14（マクデイル〈スコット・マクドナルド〉）
- ウォンテッド!ローラ&チェルシー（ケルビン・"ケル"・モリソン）
- エイジ・オブ・サムライ: 天下統一への戦い（ナレーター〈スティーブン・ターンブル〉）
- NCIS 〜ネイビー犯罪捜査班 シーズン9 #8（ジャック・T・エリソン海兵隊大将〈ジョン・フィン〉）
- NCIS:ニューオーリンズ シーズン7 #5 #6（マイケル・ホランド〈ガレス・ウィリアムズ〉）
- F.B.EYE!! 相棒犬リーと女性捜査官スーの感動!事件簿（スタン・エルドリッジ）
- 騎馬警官 シーズン1 #10（キャメロン）
- キャッスル 〜ミステリー作家は事件がお好き（パトリック）
- 救命ハンク2 セレブ診療ファイル（ウィリアム・コリンズ〈ボブ・ガントン〉）
- ギルモア・ガールズ（サイモン・マクレイン〈ラリー・パイン〉）
- グッド・ファイト（フランツ・メンデルソン弁護士〈ケビン・マクナリー〉）
- glee/グリー 踊る♪合唱部!?（サンディ・ライアソン〈スティーヴン・トボロウスキー〉）
- クリミナル・マインド FBI行動分析課
  - シーズン4 #17（デイヴィソン神父〈ブルース・デイヴィソン〉）
  - シーズン7 #16（ドナルド・コリンズ〈ウィリアム・ラス〉）
- ケース・センシティブ 静かなる殺人（ブラウスト警部）
- 刑事ヴァランダー3 白夜の戦慄
- 刑事ナッシュ・ブリッジス（オーランド・ライチェック）※テレビ東京版
- 刑事フォイル（アリステア・ローズ警視監〈コリン・レッドグレイヴ〉）
- ザ・クラウン（リンドン・ジョンソン〈クランシー・ブラウン〉）
- ザ・サバイバー 漂流者（デヴィッド・ロビンソン〈リーアム・カニンガム〉）
- ザ・ハンガー シーズン1 #6（チャールズ）
- ザ・リターン（パスター・ライト〈カール・ランブリー〉）※Netflix版
- 三国志 Three Kingdoms（孫堅）
- CSI:マイアミ4 #22（クエンティン・テイラー船長〈ジェームズ・レマー〉）
- CSI:マイアミ3 - 10（スコット・オーシェイ郡執行官〈エド・ベグリー・ジュニア〉）
- SUITS/スーツ（ヘンリー・ジェラード〈スティーヴン・マクト〉）
- スタートレック:ヴォイジャー（ボーグ集合体、ツー・オブ・ナイン 他）
- 7デイズ/時空大作戦（ブラッドリー・タルマッジ〈アラン・スカーフ〉）
- ソウルメイト（ウォルター・ギャスケル〈ヘンリー・グッドマン〉）
- 続ハリーズ・ロー 裏通り法律事務所（リリー捜査官〈クリス・エリス〉）
- ダーク・エンジェル（ブリング）※ソフト版
- ターザンの大冒険（ローリン）※NHK-BS2版
- チェオクの剣（ノ・ガッチュル〈クォン・ヨンウン 〉）
- ドールハウス Dollhouse シーズン1 #12（サンダーズ医師）
- 24 -TWENTY FOUR- シーズン5（ハル・ガードナー副大統領〈レイ・ワイズ〉）
- Dr.HOUSE シーズン6 #4（ディバラ大統領〈ジェームズ・アール・ジョーンズ〉）
- NUMBERS 天才数学者の事件ファイル（アラン・エップス〈ジャド・ハーシュ〉）
- パトリオット 〜特命諜報員 ジョン・タヴナー〜（トム・タヴナー〈テリー・オクィン〉）
- HAWAII FIVE-0
  - シーズン3 #20（アメリカ海軍司令官、北朝鮮大佐）
  - シーズン4 #13（ニコラス・クルーズ内部調査捜査官〈ブライアン・トンプソン〉）
- 法医学医 ダニエル・ハロウ（ジャック・トワイン〈トニー・バリー〉）
- ミス・マープル 鏡は横にひび割れて（ダーモット・クラドック警部）
- ミルドレッド・ピアース 幸せの代償
- 名探偵モンク
- レバレッジ 〜詐欺師たちの流儀 シーズン5 #12（アレックス・リデル）
- 連城訣（梅念笙〈于承慧〉）
- LAW & ORDER:性犯罪特捜班 シーズン14 #8（Mr.モートン〈バック・ヘンリー〉）
- ワン・ミシシッピ -ママの生きた道、私の生きる道-（ビル〈ジョン・ロスマン〉）

#### アニメ
- おさるのジョージ5/めざせカウボーイ（フランク・ステットソン）
- ブーンドックス（2007年、マーティン・ルーサー・キング・ジュニア）
- バットマン:ブレイブ&ボールド（2009年、カンジャー・ロー）
- プレーンズ2/ファイアー&レスキュー（2014年、プラスキ）

### 特撮
- 仮面ライダーゴースト（2015年、マシンガン眼魔の声）

### 舞台
- 青年座公演多数

### シリーズ一覧
1. ↑  第1シリーズ（2002年 - 2003年）、第3シリーズ『Stream』（2004年 - 2005年）、第4シリーズ『BEAST』（2006年）、第5シリーズ『BEAST+』（2006年）
2. ↑  第1期（2015年 - 2016年）、第2期（2016年 - 2017年）
3. ↑  第2期『II』（2018年）、第3期『III』（2018年）、第4期『IV』（2022年）